# Cinara lachnirostris
Cinara lachnirostris är en insektsart som beskrevs av Hille Ris Lambers 1966. Cinara lachnirostris ingår i släktet Cinara och familjen långrörsbladlöss. Inga underarter finns listade i Catalogue of Life.